# Pikeniere

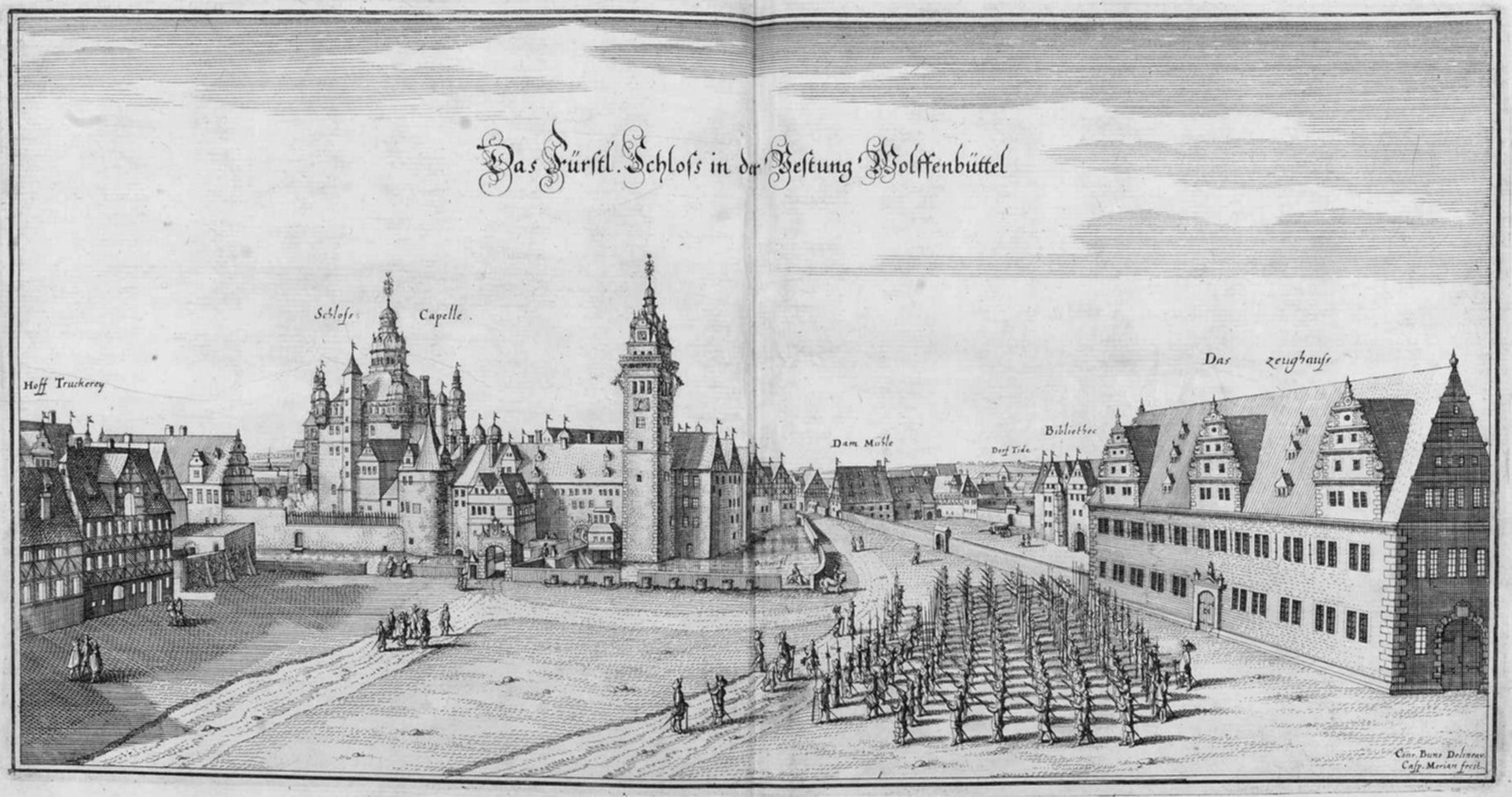
Auf dem Schlossplatz in Wolfenbüttel exerzierende Pikeniere (1654/1658)

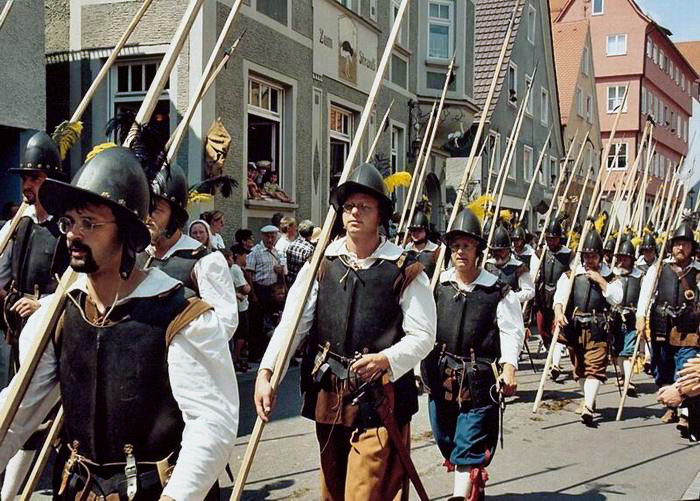
Darsteller als Pikeniere aus der Zeit des Dreißigjährigen Krieges bei den Wallenstein-Festspielen 2004 in Memmingen

Die Pikeniere stellten vom 15. bis zum 17. Jahrhundert die schwere Infanterie in großen Teilen Europas dar und waren nach ihrer Hauptwaffe, der Pike (Spieß) benannt. Die Bezeichnung wurde zu Beginn des 16. Jahrhunderts von dem französischen Wort pique entlehnt, das sich von dem Verb piquer („stechen“) ableitet.

## Geschichte
Der Spieß erwies sich als effektive Waffe im Kampf gegen Kavallerieeinheiten. Dazu brauchten die in tief gestaffelten Formationen kämpfenden Pikeniere eine weniger intensive Ausbildung als Ritter bzw. Kürassiere und waren zudem äußerst billig auszurüsten.

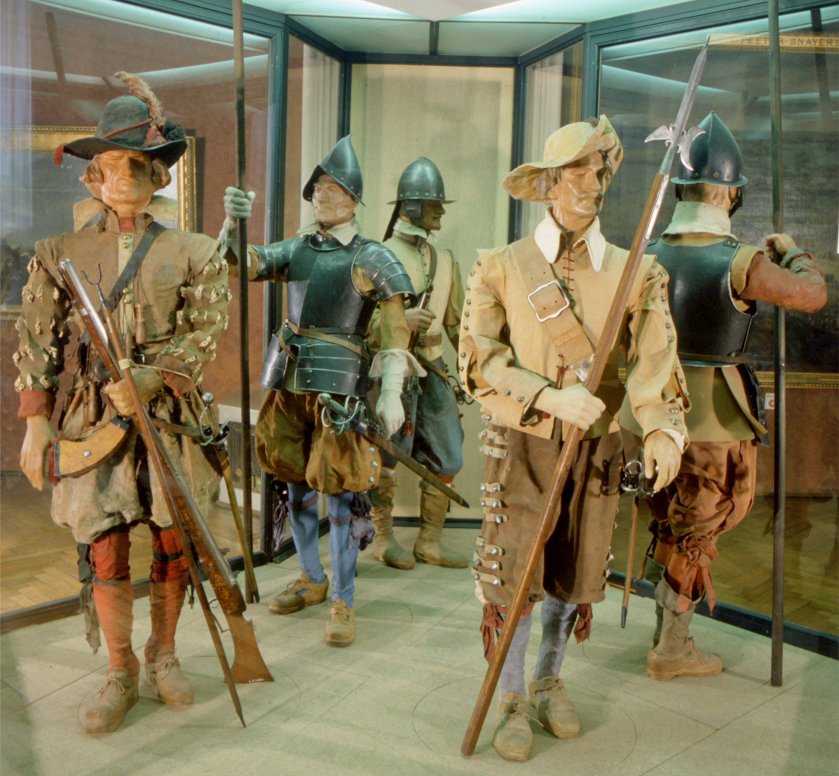
Musketiere und Pikeniere aus der Zeit des Dreißigjährigen Krieges (Heeresgeschichtliches Museum Wien)

Als Abwehrwaffe gegen Reiterei sollte ihre Reichweite die Länge der ritterlichen Lanzen übertreffen. In der Technik der Riposte, am Boden aufgestützt eingesetzt, diente sie dazu, den angreifenden Gegner auflaufen zu lassen und anstürmende Kavallerie zu stoppen.

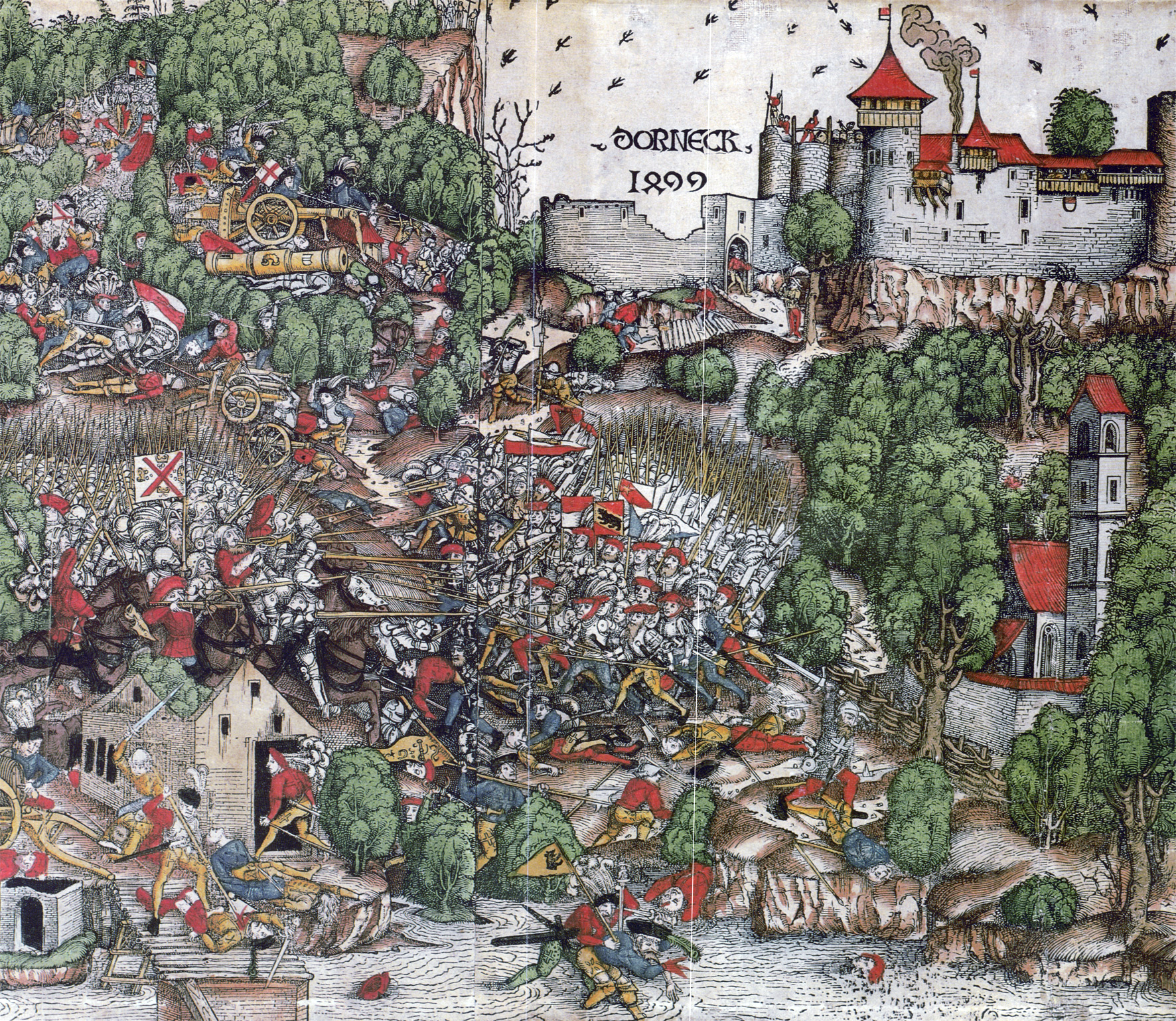
Schweizer Gewalthaufen in der Schlacht bei Dornach

Vorläufer der Pikeniereinheiten finden sich bereits im späten 13. Jahrhundert in Schottland, wo die aufständischen Schotten dichte Formationen aus Speerträgern bildeten, die so genannten Schiltrons. Perfektioniert wurde diese Taktik in der Schweiz, wo zunächst mit Hellebarden und später vor allem mit Spießen bewaffnete Schweizer den habsburgischen Rittern in mehreren Schlachten schwere Niederlagen zufügten. Das Auftreten der Pikeniere auf den Schlachtfeldern Europas beschleunigte den im 14. Jahrhundert begonnenen Niedergang des Rittertums und machte den Weg frei für die Söldnerhaufen des 15. bis 17. Jahrhunderts. Die Schweizer kämpften in äußerst großen, tiefgestaffelten Formationen, den so genannten Gewalthaufen. Ein einziger Gewalthaufen konnte mehrere tausend Pikeniere umfassen. Setzte man in anderen Regionen Europas zunächst auf schweizerische Söldner, formierten sich bis zum 16. Jahrhundert auch außerhalb der Schweiz zahlreiche Pikeniereinheiten.

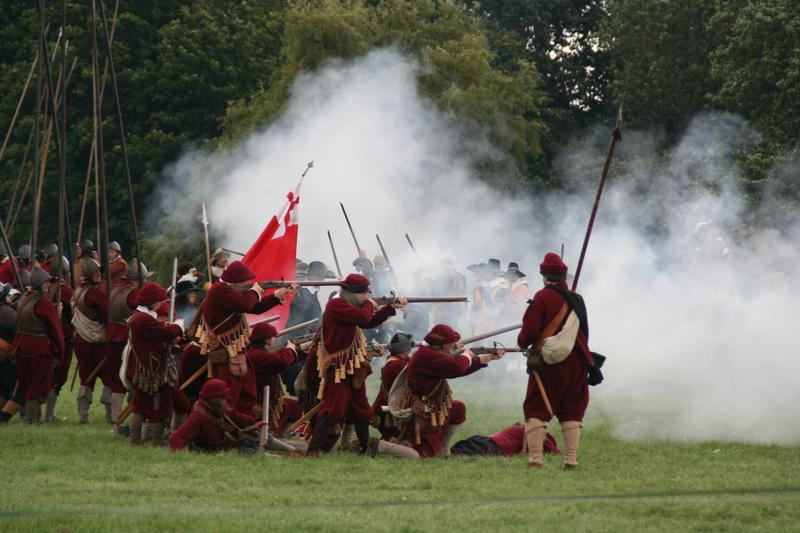
Musketiere und Pikeniere (Reenactment)

Die Taktik des massiven Einsatzes von Pikenträgern wurde außerhalb der Schweiz durch die Landsknechte verbessert, indem man durch eine tiefere Staffelung die Beweglichkeit der Formationen erhöhte. Zudem wurden die Pikeniereinheiten im Laufe des 16. Jahrhunderts immer stärker durch Feuerwaffen, namentlich Arkebusen- und dann auch Musketenschützen, ergänzt. In Spanien ging man dazu über, die Musketenschützen an den Ecken des Gewalthaufens zu postieren. Die spanischen Pikenierformationen waren in der Regel 50 Mann breit und 30 Mann tief. Diese Formation wurde auch in anderen Teilen Europas übernommen und war als Tercio oder Spanisches Viereck bekannt.
Während des 16. Jahrhunderts kämpften die Pikeniere oft noch im Nahkampf gegeneinander. Bis zur zweiten Hälfte des 17. Jahrhunderts waren viele Pikeniere durch einen Brust- und Rückenpanzer und einen offenen Helm geschützt. Zudem waren die meisten Pikeniere mit einer Nahkampfwaffe wie zum Beispiel einem Schwert, einem Degen oder einem Dolch ausgerüstet. Gelang es einer Pikenierformation, in eine gegnerische Einheit eine Bresche zu schlagen, rückten sofort mit Hellebarden oder manchmal auch Zweihandschwertern bewaffnete Söldner vor, um einen Einbruch in die gegnerischen Linien zu erzielen. Fiel ein Pikenträger im Gefecht, rückte sofort sein Hintermann auf. In einem Gefecht zwischen zwei Pikenierformationen verkeilten sich diese meist ineinander, weshalb die Ergänzung der Gewalthaufen durch Arkebusenschützen unentbehrlich war. Möglicherweise setzte man auch mit Zweihandschwertern bewaffnete Söldner ein, die in einer festgefahrenen Gefechtssituation einen Einbruch ermöglichen sollten. Im spanischen Tercio gab es schon keine Hellebardiere mehr, die Pikeniere stellten jetzt die einzigen Nahkämpfer der Infanterie dar. Das Manövrieren der großen Pikenierformationen war äußerst schwierig und erforderte einen intensiven militärischen Drill. Zudem wurden seit dem späten 15. Jahrhundert Trommler eingesetzt, die das Marschtempo vorgaben. An den Rändern der Formation wurden Feldwebel postiert, die eine ordnende Funktion übernahmen. Die Feldwebel waren mit einer Hellebarde bewaffnet, die nicht nur als Rangsymbol diente, sondern auch als Werkzeug zum Zusammenhalten der Formation. Marschierte ein Pikenier nicht im Gleichschritt mit den anderen, musste er damit rechnen, dass ihn ein Feldwebel zur Strafe mit der flachen Seite der Hellebarde schlug. Im Gefecht wurde eine Pikeniereinheit zusätzlich durch lautstarke Befehle manövriert.

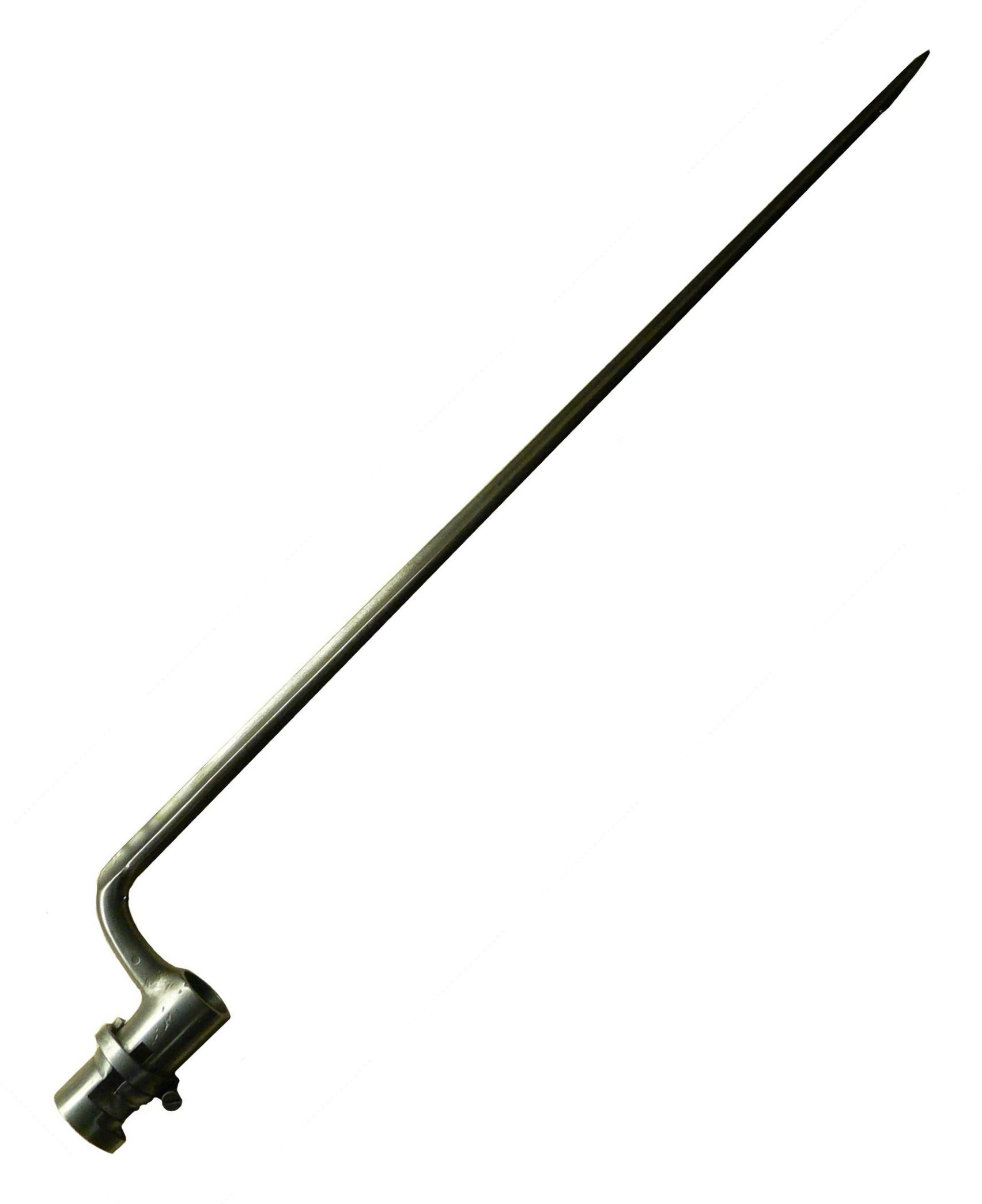
Bajonett

Das zahlenmäßige Verhältnis von Pikenträgern zu Musketenschützen verschob sich im Laufe des Dreißigjährigen Krieges zugunsten letzterer. Auch der Vorteil der Pikeniere gegenüber der Reiterei wurde ausgeglichen, da diese Gegentaktiken wie die Caracolla entwickelte. In der Mitte des 17. Jahrhunderts machten die Pikeniere in den meisten europäischen Heeren weniger als ein Drittel der Infanterie aus. Trotzdem schienen sie zu dieser Zeit immer noch für die Abwehr der Kavallerie unentbehrlich. Erst die Perfektionierung der Salven-Taktiken bei den Handfeuerschützen, insbesondere die Verbreitung des Steinschlossgewehrs und des Bajonetts in der zweiten Hälfte des 17. Jahrhunderts machten die Pikeniere allmählich überflüssig.
Pikeniere waren zunächst recht angesehen, da ihre Aufgabe eine hohe Disziplin erforderte und sie selbst schwere Kavallerieeinheiten erfolgreich bekämpfen konnten. Im Laufe der Zeit sank ihr Ansehen aber deutlich, da sie spätestens zu Zeiten des Dreißigjährigen Krieges den Musketenschützen beigeordnet waren und sich mit einer Reiterei konfrontiert sahen, die den Frontalangriff mied. Hans Jakob Christoffel von Grimmelshausen ließ den Protagonisten seines Werkes Der seltzame Springinsfeld im 13. Kapitel über die Pikeniere höhnen:

„Und dannenhero glaube ich daß der jenige der einen Piquenirer nidermacht (den er sonst verschonen köndte) einen unschuldigen ermordet / und solchen Todtschlag nimmermehr verantworten kan; dann ob dise arme Schiebochsen (mit disem Spöttischen Namen werden sie genennet) gleich creirt seyn / ihre Brigaden vor dem Einhauen der Reutter im freyen Feld zubeschützen / so thun sie doch vor sich selbst niemand kein Leid / und geschicht dem allererst recht / der einem oder dem anderen in seinen langen Spies rennet. Jn Summa ich habe mein Tage viel scharpffe Occasionen gesehen / aber selten wahrgenommen / daß ein Piquenirer jemand umgebracht hette.“

Die französische Armee löste 1703 ihre letzten Pikeniereinheiten auf. 1704 folgte England, und 1708 verzichtete auch die niederländische Armee auf die Verwendung der Piken. Lediglich in Russland und in Schweden, das u. a. in der Schlacht bei Poltawa viele Pikeniere einsetzte, kamen (neben Berdishi tragenden Schützen) bis in die 1720er Jahre Pikeniere zum Einsatz, die sich als effektiv gegen die türkische Reiterei erwiesen. Das Bajonett kann als Nachfolger der Pike gelten, und es gab noch bis zum Anfang des 20. Jahrhunderts Generäle, die Bajonettangriffe für eine sinnvolle Taktik hielten – oft mit schrecklichen Resultaten für die eigenen Männer.

## Ausrüstung der Pikeniere
Im Wandel der Zeit wurden von Pikenieren diverse Ausrüstungsgegenstände wie die Schwere Pikenierrüstung oder der Schwertstab genutzt.

## Redensart
Die Redensart „etwas von der Pike auf lernen“ hat sich vom Pikenier entwickelt, da ein Soldat, der gerade erst angeworben wurde und selbst nicht in der Lage war, eine Schusswaffe oder ein Pferd mit einzubringen, mit einer Pike ausgerüstet wurde. Das Kriegshandwerk musste also für Soldaten ohne Erfahrung „von der Pike“ auf erlernt werden.
Umgekehrt leitet sich die Redensart pikiert sein oder dreinschauen für unangenehm berührt sein auf den von den Pikenieren vom Pferd gehobenen feindlichen Reiter.
Spießbürger waren Stadtbewohner, die zur Verteidigung mit Piken bewaffnet waren. Heute wird dieser Begriff abwertend verwendet. Auch diese Abwertung (heute bezeichnet man allzu bürgerliche Meinungen als „spießig“) kommt von diesen Stadtwächtern, da sie auch die Aufgabe hatten, Leute, die nicht in der Stadt lebten und dort kein Wohnrecht hatten, abends vor Toresschluss hinauszutreiben, nicht zuletzt durch Drohen und Anwendung ihrer Pike.

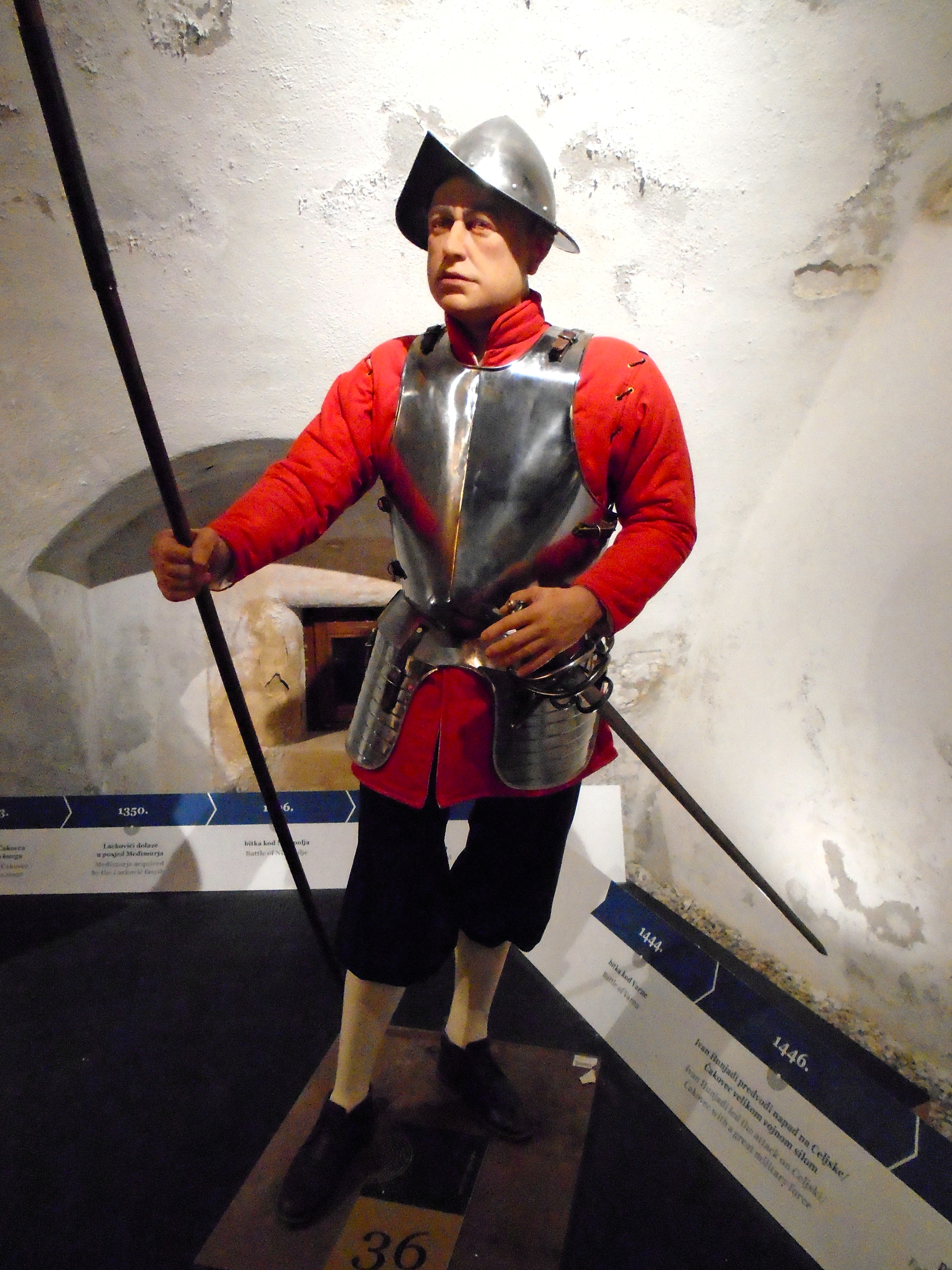
Pikenier ausgestellt im Museum von Međimurje in Čakovec, Kroatien

## Museale Rezeption
Im Heeresgeschichtlichen Museum in Wien sind zahlreiche originale Piken aus dem 17. Jahrhundert ausgestellt. Weiters sind mehrere Figurinen von kaiserlichen Pikenieren aus der Zeit des Dreißigjährigen Krieges zu sehen, die auch mit Stichdegen ausgerüstet sind. Im Grazer Landeszeughaus, der größten noch erhaltenen Rüstkammer der Welt, ist ebenfalls eine große Anzahl Piken aus dem 16. und 17. Jahrhundert zu sehen.